# Ján Čillik
Ján Čillik (17. dubna 1888 Staré Hory – 19. dubna 1937) byl československý politik a meziválečný poslanec Národního shromáždění za Hlinkovu slovenskou ľudovou stranu.

## Biografie
Profesí byl podle údajů k roku 1925 kovodělníkem v Podbrezové.
V parlamentních volbách v roce 1925 získal za Hlinkovu slovenskou ľudovou stranu (před rokem 1925 oficiální název Slovenská ľudová strana) poslanecké křeslo v Národním shromáždění.
Zemřel náhle uprostřed práce na následky mrtvice 19. dubna 1937 v osadě Bimbula (dnes Medvecké), která je dnes součástí obce Plavé Vozokany.